# Vlaška peć
Vlaška peć este o arie protejată (sit de importanță comunitară — SCI) din Croația întinsă pe o suprafață de 0,78 ha, integral pe uscat.

## Localizare
Centrul sitului Vlaška peć este situat la coordonatele 45°03′49″N 14°52′05″E / 45.063629°N 14.868022°E.

## Înființare
Situl Vlaška peć a fost declarat sit de importanță comunitară în iulie 2013 pentru a proteja 1 specie de animale.

## Biodiversitate
Situată în ecoregiunea mediteraneană, aria protejată conține 1 habitat natural: Peșteri inaccesibile publicului.
La baza desemnării sitului se află o specie protejată de  mamifere: liliacul mare cu potcoavă (Rhinolophus ferrumequinum).